# Milton Lilbourne
Milton Lilbourne est une paroisse civile et un village du Wiltshire, en Angleterre.